# Misumenops curadoi
Misumenops curadoi är en spindelart som beskrevs av Soares 1943. Misumenops curadoi ingår i släktet Misumenops och familjen krabbspindlar. Inga underarter finns listade i Catalogue of Life.